# Fusion Drive
Le Fusion Drive est un lecteur hybride fabriqué par Apple pour ses Macintosh . Il combine un disque dur avec un stockage flash NAND (disque SSD de 24 Go ou plus) et se présente comme un seul volume logique géré par Core Storage avec l'espace des deux disques combinés.
Le système d'exploitation gère automatiquement le contenu du disque afin que les fichiers les plus consultés soient stockés sur le stockage flash plus rapide, tandis que les éléments rarement utilisés se déplacent ou restent sur le disque dur. Par exemple, si un tableur est souvent utilisé, le logiciel sera déplacé vers le stockage flash pour un accès utilisateur plus rapide. Dans le logiciel, ce volume logique accélère les performances de l'ordinateur en effectuant à la fois une mise en cache pour des écritures plus rapides et une hiérarchisation automatique pour des lectures plus rapides. En 2018, Fusion Drive est mis à jour pour l'APFS.

## Disponibilité
Le Fusion Drive a été annoncé dans le cadre d'un événement Apple organisé le 23 octobre 2012, les premiers produits pris en charge étant deux ordinateurs de bureau : l'iMac et le Mac mini avec OS X Mountain Lion sorti fin 2012. Fusion Drive reste disponible dans les modèles ultérieurs de ces ordinateurs, mais n'a pas été étendu à d'autres appareils Apple : les derniers modèles de MacBook et Mac Pro utilisent exclusivement le stockage flash, et bien qu'il s'agisse d'une mise à niveau facultative pour le MacBook Pro non Retina mi-2012, abandonné par Apple, il remplacera le disque dur standard au lieu de le compléter à la manière de Fusion Drive. Depuis novembre 2021, aucun Mac ne propose de disque Fusion Drive.
|                             | Date de sortie | Stockage sur disque dur | Stockage flash |
| --------------------------- | -------------- | ----------------------- | -------------- |
| Mac mini                    | Fin 2012       | 1 To                    | 128 Go         |
| Mac mini                    | Fin 2014       | 1 To                    | 128 Go         |
| iMac (tous les modèles)     | Fin 2012       | 1 To                    | 128 Go         |
| iMac (tous les modèles)     | Fin 2013       | 1 To                    | 128 Go         |
| iMac (tous les modèles)     | 2014           | 1 To                    | 128 Go         |
| iMac (27 pouces non Retina) | Fin 2012       | 3 To                    | 128 Go         |
| iMac (27 pouces non Retina) | Fin 2013       | 3 To                    | 128 Go         |
| iMac (Retina 27 pouces)     | Fin 2014       | 3 To                    | 128 Go         |
| iMac (Retina 27 pouces)     | Mi-2015        | 3 To                    | 128 Go         |
| iMac                        | Fin 2015       | 1 To                    | 24 Go          |
| iMac                        | Fin 2015       | 2 To                    | 128 Go         |
| iMac                        | Mi 2017        | 1 To                    | 32 Go          |
| iMac                        | Mi 2017        | 2 To                    | 128 Go         |
| iMac                        | Mi 2017        | 3 To                    | 128 Go         |
| iMac                        | Début 2019     | 1 To                    | 32 Go          |
| iMac                        | Début 2019     | 2 To                    | 128 Go         |
| iMac                        | Début 2019     | 3 To                    | 128 Go         |
| iMac (21,5 pouces)          | Fin 2020       | 1 To                    | 32 Go          |

## Conception
La conception du Fusion Drive d'Apple intègre des fonctionnalités propriétaires avec une documentation limitée. Il a été dit que la conception de Fusion Drive a été influencée par un projet de recherche appelé Hystor. Selon l'article, ce système de stockage hybride unifie un SSD haute vitesse et un disque dur de grande capacité avec plusieurs considérations de conception dont l'une a été utilisée dans le Fusion Drive.
1. Le SSD et le disque dur sont fusionnés en un seul lecteur logique, géré par le système d'exploitation, qui est indépendant des systèmes de fichiers et ne nécessite aucune modification des applications.
2. Une partie de l'espace SSD est utilisée comme tampon de réécriture pour absorber le trafic d'écriture entrant, ce qui masque les latences perceptibles et améliore les performances d'écriture.
3. Les données les plus consultées sont stockées sur le SSD et les données les plus volumineuses et les moins consultées sont stockées sur le disque dur.
4. Le mouvement des données est basé sur les modèles d'accès : si les données se trouvaient sur le disque dur et deviennent soudainement fréquemment consultées, elles seront généralement déplacées vers le SSD par le programme contrôlant le Fusion Drive. Pendant les périodes d'inactivité, les données sont migrées de manière adaptative vers l'appareil le plus approprié pour fournir des performances de traitement de données soutenues aux utilisateurs.

Plusieurs études expérimentales,,,,, ont été menées pour analyser le mécanisme interne de Fusion Drive. Un certain nombre de spéculations sont disponibles mais pas complètement confirmées.
1. Fusion Drive serait une solution au niveau des blocs basée sur le Core Storage d'Apple, un gestionnaire de volumes logiques gérant plusieurs périphériques physiques[7],[8]. La capacité d'un Fusion Drive est confirmée comme étant la somme de deux appareils[7],[8] Fusion Drive est indépendant du système de fichiers et efficace pour HFS Plus et ZFS[9].
2. Une partie de l'espace SSD est utilisée comme tampon d'écriture pour les écritures entrantes[7],[8]. Dans l'état stable, un espace minimum de 4 Go est réservé pour la mise en mémoire tampon des écritures[3],[7],[8]. Une petite zone de réserve est réservée sur le SSD pour la cohérence des performances[8].
3. Les données sont promues sur le SSD en fonction de sa fréquence d'accès[7],[8]. La fréquence est détectée au niveau du bloc[10] et sous la mémoire cache du système de fichiers[11]. La migration des données se produit par blocs de 128 Ko pendant les périodes d'inactivité ou d'E/S légères[7],[8].
4. Le système d'exploitation et les autres documents critiques sont toujours mis en cache sur le SSD[7]. Les demandes sont susceptibles d'être traitées de la même manière[8]. Un fichier normal peut résider sur les deux appareils[10].